# Stará Bystrica
Pour les articles homonymes, voir Bystrica.
Stará Bystrica (allemand : Altbistritz), est un village de Slovaquie situé dans la région de Žilina.

## Histoire
Première mention écrite du village en 1662.

## Démographie

### Évolution de la population
| Année:               | 1994. | 2004.   | 2014.   | 2024.   |
| -------------------- | ----- | ------- | ------- | ------- |
| Nombre de personnes: | 2616  | 2679    | 2740    | 2817    |
| Différence:          |       | +2,40 % | +2,27 % | +2,81 % |

| Année:               | 2023. | 2024.   |
| -------------------- | ----- | ------- |
| Nombre de personnes: | 2814  | 2817    |
| Différence:          |       | +0,10 % |

## Lieux et monuments
- Hôtel de Ville Renaissance et son horloge astronomique[5].